# Wieruszowski
Wieruszowski là một huyện thuộc tỉnh Łódzkie của Ba Lan. Huyện có diện tích 577 km². Đến ngày 1 tháng 1 năm 2011, dân số của huyện là 42166 người và mật độ 73 người/km².